# Victoria (Salvador)
Pour les articles homonymes, voir Victoria.
Victoria est une municipalité du département de Cabañas au Salvador.

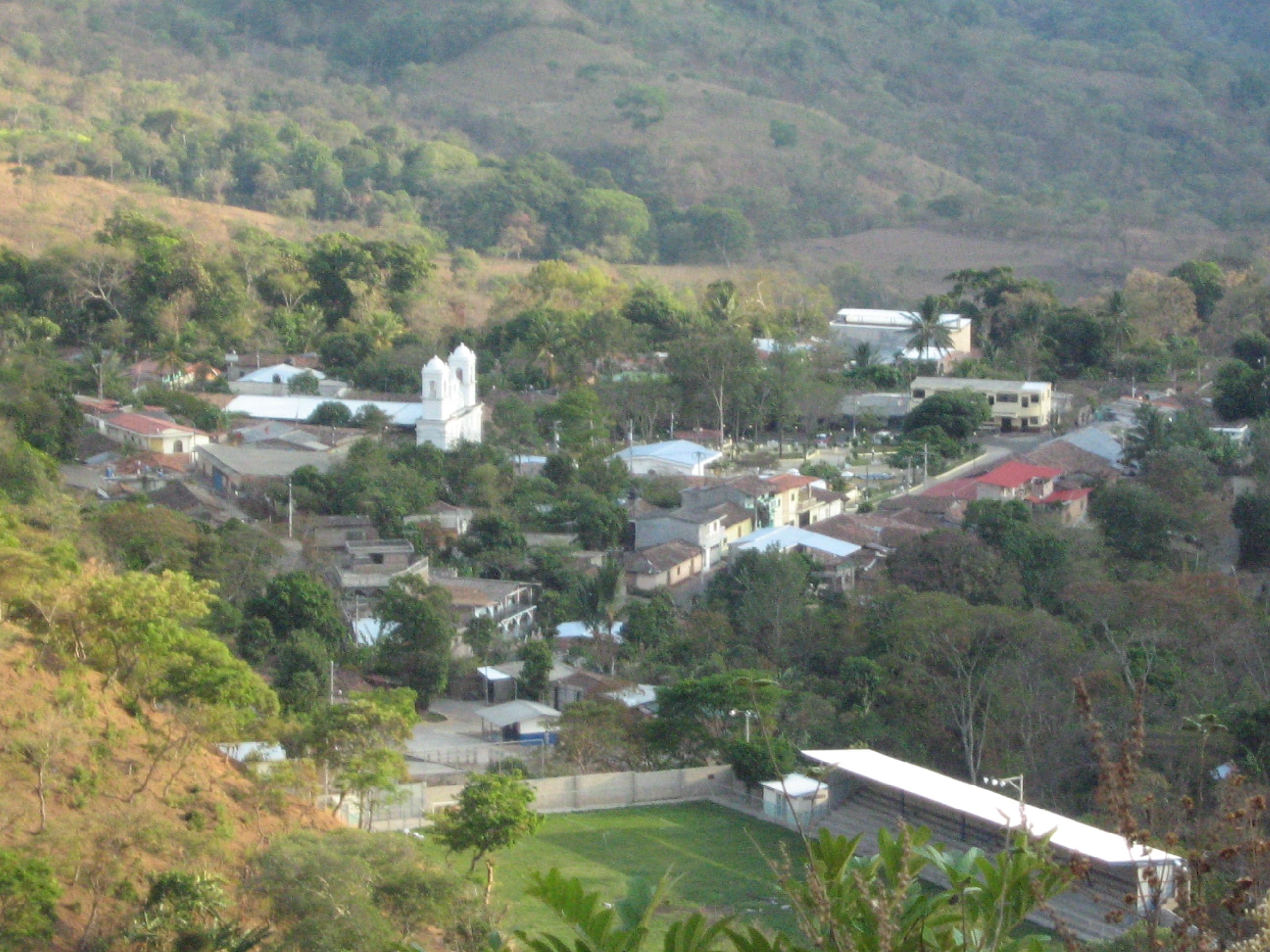
Vue de Victoria.